# Antarctica

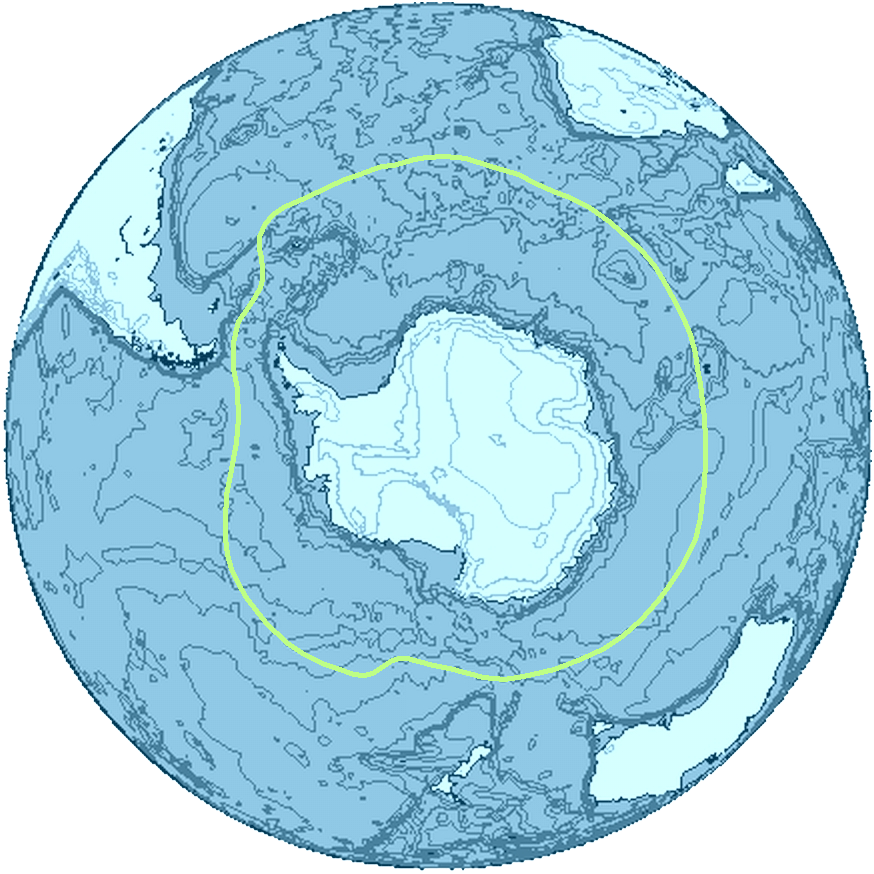
Regiunea polară de sud

Antarctica este regiunea polară din sudul Pământului care cuprinde continentul Antarctida și porțiunile sudice din oceanele limitrofe. Este situată în regiunea antarctică din emisfera sudică, aproape în întregime la sud de cercul polar antarctic și este înconjurată de Oceanul Antarctic. Având 14,0 milioane de km pătrați, este al cincilea continent ca suprafață, după Asia, Africa, America de Nord și America de Sud. Aproximativ 98 % din suprafața Antarcticii este acoperită de o pătură de gheață cu grosimea medie de 1,6 km.

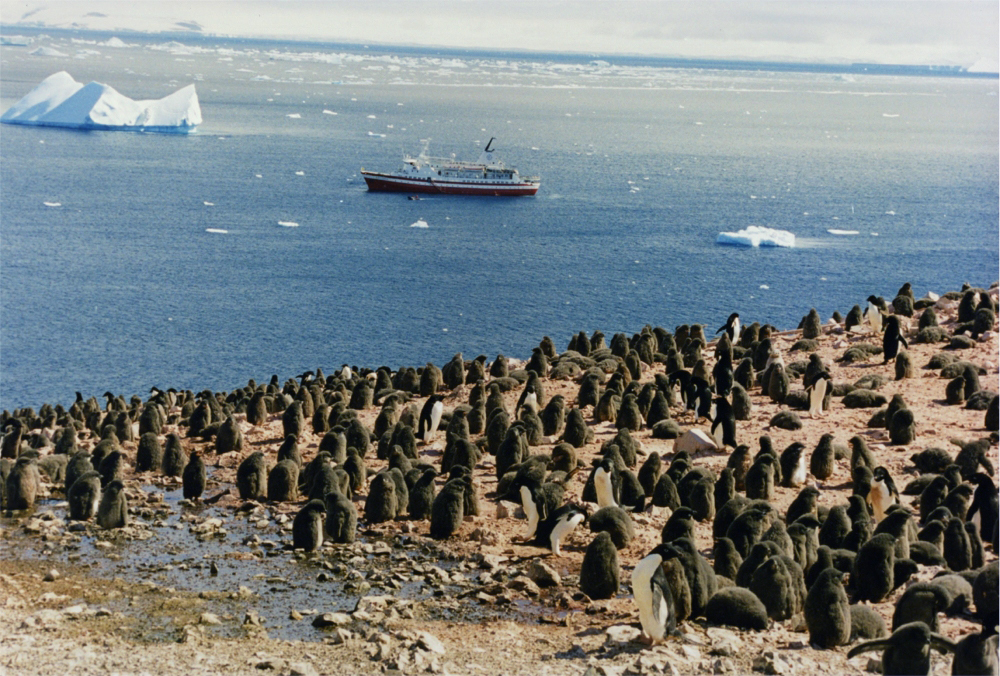
Pinguinii Adelie cu vaporul MS Explorer și un ghețar în fundal

## Ecologie
Conform unei estimări făcute de NASA în 2015, gheața Antarcticii s-ar putea topi în cel mult 20 de ani.

## Articole pe teme de glaciologie
- Aisberg
- Alpii înalți
- Antarctica
- Arctica
- Ablație (fenomen)
- Balanța masei unui ghețar
- Calotă polară
- Cicluri Milankovitch
- Climatul calotelor polare
- Gheață
- Ghețar
- Glaciațiune
- Glaciațiunea cuaternară
- Glaciațiunea Günz
- Glaciațiunea Mindel
- Glaciațiunea Riss
- Glaciațiunea Wisconsin
- Glaciațiunea Würm
- Glaciologie
- Interglaciațiune
- Încălzirea globală
- Înzăpezire
- Linia arborilor
- Linia înghețului
- Linia de îngheț (astrofizică)
- Listă de țări în care ninge
- Nivologie
- Spărgător de gheață
- Tundră
- Tundră alpină
- Ultima glaciațiune
- Zăpadă
- Zonă de ablație
- Zonă de acumulare
- Zona Antarctică Neozeelandeză